# Hadriaan van Nes
Hadriaan van Nes   (Gorinchem, 7 d'agost de 1942 - Eydehavn, 9 d'octubre de 2024) va ser un remer neerlandès que va competir durant les dècades de 1960 i 1970. La seva filla Eeke van Nes ha estat una destacada remadora olímpica.
El 1968 va prendre part en els Jocs Olímpics d'Estiu de Ciutat de Mèxic, on guanyà la medalla de plata en la prova del dos amb timoner del programa de rem. Formà equip amb Herman Suselbeek i Roderick Rijnders.
En el seu palmarès també destaca una medalla d'or al Campionat del Món de rem de 1966 i una medalla de bronze al Campionat d'Europa de rem de 1965, sempre en el dos amb timoner.